# Michel Brown (actor)
Michel Brown   (Buenos Aires, 10 de juny de 1976) nascut com a Misael Browarnik Beiguel és un actor argentí. Va fer un dels papers més populars de Llatinoamèrica i d'Espanya després de protagonitzar a Franco Reyes a la telenovel·la popular Pasión de gavilanes.
Fou descobert pel productor argentí Cris Morena per a la seua comèdia adolescent Jugate Conmigo. Cris Morena també va produir a soles el seu àlbum (titulat Miguel) i li va donar un paper protagonista a la telenovel·la Chiquititas. L'any 1999, Miguel decidia invertir en la seua carrera internacional i va viatjar a Mèxic, on va aconseguir un paper a la telenovel·la adolescent de gran abast DKDA Sueños de Juventud (per a Televisa) i prompte va signar un contracte amb TV Azteca.
El seu gran èxit fou Pasión de gavilanes, que es va convertir en la telenovel·la més valorada en diversos països, incloent la seua Argentina nadiua i Espanya, on es convertir en una estrella.

## Filmografia

### Televisió
- Life College (1994)
- Chiquititas (1997)
- Las chicas de enfrente (1998)
- Dékada (2000)
- Súbete a mi moto (2002)
- Enamórate (2003)
- Pasión de gavilanes (2003)
- Física o química (2008)

### Cinema
- Jugate conmigo (1994)
- Vida Collage (1994)
- Chiquititas (1995-1997)
- Las chicas de enfrente (1998)
- DKDA Sueños de juventud (1999)
- Lo que es el amor (2001)
- Súbete a mi moto (2002)
- Enamórate (2003)
- Pasión de gavilanes (2003)
- Te voy a enseñar a querer (2004)
- Amores de mercado (2006)
- Invasores de vecinos (2006)
- Madre Luna (2007)
- Novio de pagafantas (2008)